# Szwedzkie filmy zgłoszone do rywalizacji o Oscara w kategorii filmu nieanglojęzycznego

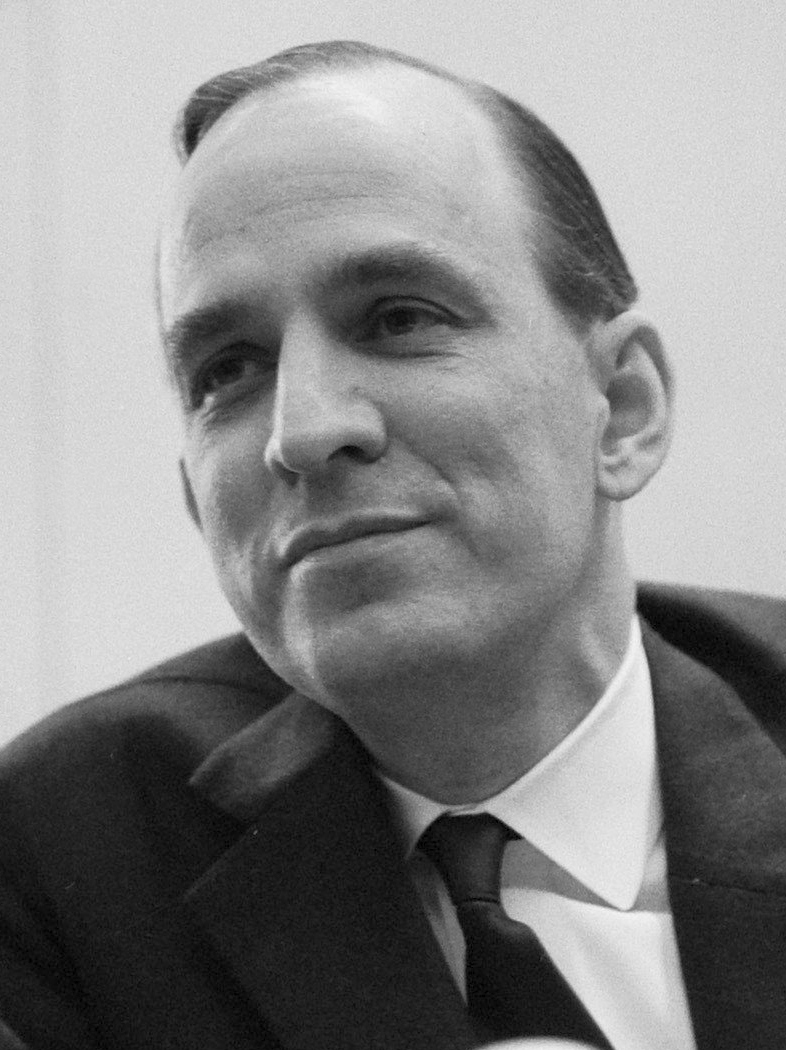
Ingmar Bergman. Konferencja prasowa szwedzkiego reżysera filmowego Ingmara Bergmana w hotelu Amstel w Amsterdamie. 10 października 1966

Kategorię „film nieanglojęzyczny” wprowadzono po raz pierwszy do 29. edycji Nagród Akademii Filmowej, której ceremonia odbyła się w 1957 roku. Wcześniej, na przełomie lat 1948–1956, ośmiokrotnie nagrodzono filmy zagraniczne Oscarem honorowym lub specjalnym. Statuetka wręczana jest zawsze reżyserowi, aczkolwiek za oficjalnego zdobywcę nagrody uznaje się kraj z którego pochodzi film.
Organem wybierającym film kandydujący do nagrody jest w Szwecji jury, które przyznaje nagrodę Guldbagge.
Szwecja zgłaszała filmy do nagrody dla najlepszego filmu nieanglojęzycznego od 1956 roku. Czternaście spośród zgłoszonych filmów otrzymało nominację. Trzy szwedzkie filmy otrzymały Oscara, reżyserem wszystkich był Ingmar Bergman. Bo Widerberg, Jan Troell i Roy Andersson mają na koncie po trzy nominacje. Zwycięski film z 1988 roku, Pelle zwycięzca, był szwedzko-duńską koprodukcją, jednak został zgłoszony przez Danię. W 2002 wiele kontrowersji wywołał fakt, że zgłoszony przez Szwecję film Lilja 4-ever był zrealizowany w większości w języku rosyjskim.
| Rok (ceremonia) | Tytuł polski                                     | Tytuł angielski                                  | Tytuł oryginalny                                     | Reżyser              | Rezultat                                    |
| --------------- | ------------------------------------------------ | ------------------------------------------------ | ---------------------------------------------------- | -------------------- | ------------------------------------------- |
| 1956 (29.)      | brak                                             | The Staffan Stolle Story                         | Ratataa                                              | Hasse Ekman          | Brak nominacji                              |
| 1957 (30.)      | Siódma pieczęć                                   | The Seventh Seal                                 | Det sjunde inseglet                                  | Ingmar Bergman       | Brak nominacji                              |
| 1958 (31.)      | Twarz                                            | The Face                                         | Ansiktet                                             | Ingmar Bergman       | Brak nominacji                              |
| 1960 (33.)      | Źródło                                           | The Virgin Spring                                | Jungfrukällan                                        | Ingmar Bergman       | Wygrana                                     |
| 1961 (34.)      | Jak w zwierciadle                                | Through a Glass Darkly                           | Såsom i en spegel                                    | Ingmar Bergman       | Wygrana                                     |
| 1962 (35.)      | Kochanka                                         | The Mistress                                     | Älskarinnan                                          | Vilgot Sjöman        | Brak nominacji                              |
| 1963 (36.)      | Milczenie                                        | The Silence                                      | Tystnaden                                            | Ingmar Bergman       | Brak nominacji                              |
| 1964 (37.)      | Dzielnica kruków                                 | Raven’s End                                      | Kvarteret Korpen                                     | Bo Widerberg         | Nominacja                                   |
| 1965 (38.)      | brak                                             | Dear John                                        | Käre John                                            | Lars-Magnus Lindgren | Nominacja                                   |
| 1966 (39.)      | Persona                                          | Persona                                          | Persona                                              | Ingmar Bergman       | Brak nominacji                              |
| 1967 (40.)      | Oto twoje życie                                  | Here's Your Life                                 | Här har du ditt liv                                  | Jan Troell           | Brak nominacji                              |
| 1968 (41.)      | Hańba                                            | Shame                                            | Skammen                                              | Ingmar Bergman       | Brak nominacji                              |
| 1969 (42.)      | Adalen 31                                        | Ådalen '31                                       | Ådalen '31                                           | Bo Widerberg         | Nominacja                                   |
| 1970 (43.)      | Historia miłosna                                 | A Swedish Love Story                             | En kärlekshistoria                                   | Roy Andersson        | Brak nominacji                              |
| 1971 (44.)      | Emigranci                                        | The Emigrants                                    | Utvandrarna                                          | Jan Troell           | Nominacja                                   |
| 1972 (45.)      | Osadnicy                                         | The New Land                                     | Nybyggarna                                           | Jan Troell           | Nominacja                                   |
| 1976 (49.)      | brak                                             | City of My Dreams                                | Mina drömmars stad                                   | Ingvar Skogsberg     | Brak nominacji                              |
| 1977 (50.)      | Człowiek na dachu                                | The Man on the Roof                              | Mannen på taket                                      | Bo Widerberg         | Brak nominacji                              |
| 1979 (52.)      | brak                                             | A Respectable Life                               | Ett anständigt liv                                   | Stefan Jarl          | Brak nominacji                              |
| 1980 (53.)      | brak                                             | Herr Puntila and His Servant Matti               | Herr Puntila och hans dräng Matti                    | Ralf Långbacka       | Brak nominacji                              |
| 1981 (54.)      | brak                                             | Children's Island                                | Barnens ö                                            | Kay Pollak           | Brak nominacji                              |
| 1982 (55.)      | Lot orła                                         | Flight of the Eagle                              | Ingenjör Andrées luftfärd                            | Jan Troell           | Nominacja                                   |
| 1983 (56.)      | Fanny i Aleksander                               | Fanny and Alexander                              | Fanny och Alexander                                  | Ingmar Bergman       | Wygrana                                     |
| 1984 (57.)      | Ake i jego świat                                 | Åke and His World                                | Åke och hans värld                                   | Allan Edwall         | Brak nominacji                              |
| 1985 (58.)      | Ronja – córka zbójnika                           | Ronia, The Robber's Daughter                     | Ronja Rövardotter                                    | Tage Danielsson      | Brak nominacji                              |
| 1986 (59.)      | Ofiarowanie                                      | The Sacrifice                                    | Offret                                               | Andriej Tarkowski    | Brak nominacji                              |
| 1987 (60.)      | Hip Hip Hurra!                                   | Hip Hip Hurrah!                                  | Hip Hip Hurra!                                       | Kjell Grede          | Brak nominacji                              |
| 1989 (62.)      | Kobiety na dachu                                 | Women on the Roof                                | Kvinnorna på taket                                   | Carl-Gustav Nykvist  | Brak nominacji                              |
| 1990 (63.)      | brak                                             | Good Evening, Mr. Wallenberg                     | God afton, Herr Wallenberg                           | Kjell Grede          | Brak nominacji                              |
| 1991 (64.)      | Wół                                              | The Ox                                           | Oxen                                                 | Sven Nykvist         | Nominacja                                   |
| 1992 (65h)      | Farma aniołów                                    | House of Angels                                  | Änglagård                                            | Colin Nutley         | Brak nominacji                              |
| 1993 (66.)      | Proca                                            | The Slingshot                                    | Kådisbellan                                          | Åke Sandgren         | Brak nominacji                              |
| 1994 (67.)      | brak                                             | The Last Dance                                   | Sista dansen                                         | Colin Nutley         | Brak nominacji                              |
| 1995 (68.)      | Życie jest piękne                                | All Things Fair                                  | Lust och fägring stor                                | Bo Widerberg         | Nominacja                                   |
| 1996 (69.)      | Jerozolima                                       | Jerusalem                                        | Jerusalem                                            | Bille August         | Brak nominacji                              |
| 1997 (70.)      | Tik Tak                                          | Tic Tac                                          | Tic Tac                                              | Daniel Alfredson     | Brak nominacji                              |
| 1998 (71.)      | Fucking Åmål                                     | Show Me Love                                     | Fucking Åmål                                         | Lukas Moodysson      | Brak nominacji                              |
| 1999 (72.)      | Nic nowego pod słońcem                           | Under the Sun                                    | Under solen                                          | Colin Nutley         | Nominacja                                   |
| 2000 (73.)      | Pieśni z drugiego piętra                         | Songs from the Second Floor                      | Sånger från andra våningen                           | Roy Andersson        | Brak nominacji                              |
| 2001 (74.)      | W obcym kraju                                    | Jalla! Jalla!                                    | Jalla! Jalla!                                        | Josef Fares          | Brak nominacji                              |
| 2002 (75.)      | Lilja 4-ever                                     | Lilya 4-ever                                     | Lilja 4-ever                                         | Lukas Moodysson      | Brak nominacji                              |
| 2003 (76.)      | Zło                                              | Evil                                             | Ondskan                                              | Mikael Håfström      | Nominacja                                   |
| 2004 (77.)      | Jak w niebie                                     | As It Is in Heaven                               | Så som i himmelen                                    | Kay Pollak           | Nominacja                                   |
| 2005 (78.)      | Zozo                                             | Zozo                                             | Zozo                                                 | Josef Fares          | Brak nominacji                              |
| 2006 (79.)      | Pożegnanie Falkenberg                            | Falkenberg Farewell                              | Farväl Falkenberg                                    | Jesper Ganslandt     | Brak nominacji                              |
| 2007 (80.)      | Do ciebie, człowieku                             | You, the Living                                  | Du levande                                           | Roy Andersson        | Brak nominacji                              |
| 2008 (81.)      | Uwiecznione chwile                               | Everlasting Moments                              | Maria Larssons eviga ögonblick                       | Jan Troell           | Film pojawił się na styczniowej shortliście |
| 2009 (82.)      | Mimowolnie                                       | Involuntary                                      | De ofrivilliga                                       | Ruben Östlund        | Brak nominacji                              |
| 2010 (83.)      | W kosmosie nie ma uczuć                          | Simple Simon                                     | I rymden finns inga känslor                          | Andreas Öhman        | Film pojawił się na styczniowej shortliście |
| 2011 (84.)      | Wykluczeni                                       | Beyond                                           | Svinalängorna                                        | Pernilla August      | Brak nominacji                              |
| 2012 (85.)      | Hipnotyzer                                       | The Hypnotist                                    | Hypnotisören                                         | Lasse Hallström      | Brak nominacji                              |
| 2013 (86.)      | Jedz, śpij, umieraj                              | Eat Sleep Die                                    | Äta sova dö                                          | Gabriela Pichler     | Brak nominacji                              |
| 2014 (87.)      | Turysta                                          | Turist                                           | Force Majeure                                        | Ruben Östlund        | Brak nominacji                              |
| 2015 (88.)      | Gołąb przysiadł na gałęzi i rozmyśla o istnieniu | A Pigeon Sat on a Branch Reflecting on Existence | En duva satt på en gren och funderade över tillvaron | Roy Andersson        | Brak nominacji                              |